# Мері Арнолд (тенісистка)
Мері Арнолд (англ. Mary Arnold; 26 жовтня 1916 — 29 січня 1975) — колишня американська тенісистка.
Найвищим досягненням на турнірах Великого шолома були півфінали в одиночному та змішаному парному розрядах.

## Фінали турнірів Великого шолома

### Парний розряд (2 поразки)
| Результат | Рік  | Турнір             | Покриття | Партнерка             | Суперниці                        | Рахунок  |
| --------- | ---- | ------------------ | -------- | --------------------- | -------------------------------- | -------- |
| Поразка   | 1946 | U.S. Championships | Трава    | Патрісія Каннінґ-Тодд | Луїз Браф Маргарет Осборн Дюпон  | 1–6, 3–6 |
| Поразка   | 1948 | Чемпіонат Франції  | Ґрунт    | Ширлі Фрай            | Патрісія Каннінґ-Тодд Доріс Гарт | 4–6, 2–6 |